# Abraham ben Garton
Abraham ben Garton (XV secolo) è stato un tipografo ebraico italiano, conosciuto per aver utilizzato i caratteri mobili come tecnica di stampa dopo l'invenzione di Johannes Gutenberg nel 1450.

## Biografia
Di Abraham ben Garton si hanno notizie molto scarse e della sua produzione esistono solamente due copie dello stesso libro, un'edizione dei commenti di Rashi al Pentateuco datata 1475. Questo incunabolo è il primo libro a stampa con una data certa impressa su di esso, e di questa opera ne esistono solamente due copie, una delle quali è conservata presso la Biblioteca Palatina di Parma, proveniente dalla collezione dell'orientalista Giovanni Bernardo De Rossi. Questa copia è mancante delle pagine iniziali.

## La qualità di stampa e la scelta stilistica
I caratteri scelti da Abraham ben Garton furono in semicorsivo sefardita oggi conosciuto come "stile Rashi". Per certo il gruppo che sviluppò il testo possedeva una certa esperienza in quanto è evidente dalla qualità del lavoro svolto che sia gli inchiostri utilizzati che l'uniformità nell'impressione furono già di livello molto alto seppur eseguiti in una condizione da precursori della tecnica di stampa. Abraham ben Garton scelse di stampare su una base di 37 linee, che per lo standard tecnico del tempo era all'avanguardia. Nelle copie attualmente conosciute non c'è traccia di miniature o illustrazioni.

## L'impresa
Il lavoro di Abraham ben Garton fu finanziato in questa impresa dai commercianti ebrei di seta presenti nella città di Reggio Calabria. Non vi sono notizie relativamente ad altri lavori eseguiti da questo tipografo né a Reggio Calabria né tantomeno da altre parti. Le notizie su Abraham ben Garton si perdono già dai primi anni dopo la pubblicazione del commentario al Pentateuco.